# Яковлев, Павел Андреевич
Павел Андреевич Яковлев 5-й (1807—1868) — генерал-лейтенант, командир Санкт-Петербургского гренадерского короля Фридриха-Вильгельма III полка.

## Биография
Родился 7 (19) января 1807 года и происходил из дворян Санкт-Петербургской губернии. Получил общее образование в Петришуле, где учился с 1817 по 1824 год. Проучившись некоторое время в школе гвардейских подпрапорщиков и кавалерийских юнкеров, 20 апреля 1824 года поступил на службу унтер-офицером в лейб-гвардии Семёновский полк, откуда, по желанию начальства, 8 июля 1827 года был переведён в Петровский пехотный полк, 8 марта 1828 года произведён в первый офицерский чин; 24 февраля 1829 года Яковлев был назначен полковым адъютантом и затем, 15 марта того же года, произведён в подпоручики. Через два года Яковлев был переведён в лейб-гвардии Литовский полк.
Произведённый 6 декабря 1836 года в поручики, Яковлев в 1837 году, под начальством командующего войсками на Кавказской линии и Черномории генерал-лейтенанта А. А. Вельяминова, был в экспедиции для укрепления береговой линии на восточном берегу Чёрного моря: от крепости Геленджика до устья реки Вулаль.
В 1840 году в чине штабс-капитана он был назначен ротным командиром, а 12 декабря 1847 года прикомандирован к лейб-гвардии Волынскому полку для исправления должности младшего штаб-офицера и в том же году послан в 1-ю легкую гвардейскую кавалерийскую дивизию для обучения правилам пешей фронтовой службы.
Произведённый 12 декабря 1847 года в полковники, Яковлев принял участие в Венгерской кампании 1849 года. 26 ноября 1851 года за беспорочную выслугу 25 лет в офицерских чинах награждён орденом Святого Георгия 4-й степени (№ 8634 по списку Григоровича — Степанова).
В 1854—1855 годах он находился в составе войск, охранявших побережье Эстляндии и Санкт-Петербургской губернии; 30 августа 1854 года Яковлев был назначен командиром резервного гренадерского короля Фридриха Вильгельма III полка, а 9 марта 1855 года — действующего полка того же названия; 14 июля 1855 года полк под его руководством принимал участие в перестрелке с англо-французским флотом под Сестрорецком; 8 сентября 1855 года за отличие по службе Яковлев был произведён в генерал-майоры с оставлением командующим полком.
Согласно полковому историку Ф. Ф. Орлову «мягкий по природе, Павел Петрович, в замечаниях и требованиях своих всегда умел доказать, что необходимо принять к руководству, и благодаря этим приёмам, внушенным ему долголетним опытом, он почти всегда достигал, что всё делалось в полку согласно его требованиям». Далее Ф. Ф. Орлов пишет: «Командир полка, человек с независимым состоянием, большой хлебосол, собирал офицеров у себя и в его доме с раннего утра толпились офицеры. В кругу его семейства всегда были приняты и обласканы все: и счастливцы и неудачники. Генерал, отличавшийся мягкостью и любезностью, отлично образованный и воспитанный — он знаком был с семью древними и новыми языками — умел всех привлечь к себе, приютить и ободрить, если было нужно тёплым участием, которое ценилось больше, чем материальная помощь. Недовольных или обиженных в полку не было».
Яковлев командовал полком (19 марта 1857 года получившим наименование Санкт-Петербургского гренадерского короля Фридриха-Вильгельма III полка) до 10 февраля 1861 года, когда был произведён в генерал-лейтенанты с увольнением, за болезнью, от службы с мундиром и пенсией полного оклада. В отставке проживал в Санкт-Петербурге по адресу: Фонтанка, 75.
Умер 5 (17) марта 1868 года  и был похоронен на Свято-Троицком кладбище в Ораниенбауме.

## Награды
За свою службу Яковлев был награждён многими орденами, в их числе:
- Орден Святой Анны 3-й степени с мечами и бантом (1838)
- Орден Святого Владимира 4-й степени (1843)
- Орден Святой Анны 2-й степени (1850; императорская корона к этому ордену пожалована в 1853 году)
- Орден Святого Георгия 4-й степени за выслугу (26 ноября 1851)
- Орден Святого Владимира 3-й степени (1856)
- Орден Святого Станислава 1-й степени (1858)